# Caledonia County
Caledonia County is een van de 14 county's in de Amerikaanse staat Vermont.
De county heeft een landoppervlakte van 1.685 km² en telt 29.702 inwoners (volkstelling 2000). De hoofdplaats is St. Johnsbury. Samen met Essex County en Orleans County vormt deze county het zogenaamde Northeast Kingdom. Het bestaat voor ongeveer 80% uit bos.

## Geboren
- Dr. Bob Smith (1879-1950), samen met Bill W. oprichter van Anonieme Alcoholisten

Addison · Bennington · Caledonia · Chittenden · Essex · Franklin · Grand Isle · Lamoille · Orange · Orleans · Rutland · Washington · Windham · Windsor